# 1968 у кіно

## Події
- 10 квітня — 40-а церемонія вручення кінопремії «Оскар», Лос-Анджелес, США.
- 10-24 травня — 21-й Каннський міжнародний кінофестиваль, Канни, Франція.
- 21 червня-2 липня — 18-й Берлінський міжнародний кінофестиваль, Західний Берлін.
- 3 серпня — 13-а церемонія вручення кінопремії «Давид ді Донателло», Таорміна, Італія.
- 27 серпня-7 вересня — 29-й Венеційський міжнародний кінофестиваль, Венеція, Італія

## Фільми

### Світове кіно
- Анжеліка і султан / Angélique et le sultan (реж. Бернар Бордері)
- Афера Томаса Крауна / The Thomas Crown Affair (реж. Норман Джуїсон)
- Барбарелла / Barbarella (реж. Роже Вадим)
- Блеф Куґана / Coogan's Bluff (реж. Дон Сігел)
- Булліт / Bullitt (реж. Пітер Єтс)
- Вартмімен, або Година вовка / Vargtimmen (реж. Інгмар Бергман)
- Вихід диявола / The Devil Rides Out (реж. Теренс Фішер)
- Влада / The Power (реж. Байрон Гаскін)
- Дитина Розмарі / Rosemary's Baby (реж. Роман Полянський)
- Діамантова рука / Бриллиантовая рука (реж. Леонід Гайдай)
- Доживемо до понеділка / Доживём до понедельника (реж. Станіслав Ростоцький)
- Знищити всіх монстрів / 怪獣総進撃 (реж. Ісіро Хонда)
- Золота ластівка / 金燕子/ (реж. Чжан Че)
- Космічна одіссея 2001 року / 2001: A Space Odyssey (реж. Стенлі Кубрик)
- Куди залітають тільки орли / Where Eagles Dare (реж. Браян Дж. Гаттон)
- Лев узимку / The Lion In Winter (реж. Ентоні Гарві)
- Мотузка і кольт / Une corde… un colt… (реж. Робер Оссейн)
- Ніч живих мерців / Night of the Living Dead (реж. Джордж Ромеро)
- Одного разу на Дикому Заході / C'era una volta il West (реж. Серджо Леоне)
- Олівер! / Oliver! (реж. Керол Рід)
- Планета мавп / Planet of the Apes (реж. Франклін Дж. Шаффнер)
- Повісьте їх високо / Hang 'Em High (реж. Тед Пост)
- Ромео і Джульєтта / Romeo and Juliet (реж. Франко Дзефіреллі)
- Так тримати, вгору по Гайбері! / Carry On Up the Khyber (реж. Джеральд Томас)
- Теорема / Teorema (реж. П'єр Паоло Пазоліні)
- Честь та слава / Čest a sláva (реж. Гинек Бочан)
- Якщо.... / if.... (реж. Ліндсі Андерсон)

### УРСР
- Анничка (реж. Борис Івченко)

## Персоналії

### Народилися
- 14 січня — Джеймс Тодд Сміт, американський хіп-хоп — виконавець, автор пісень, продюсер і актор.
- 15 січня — Марко Манетті, італійський кінорежисер, сценарист, продюсер та актор.
- 17 січня — Матильда Сеньє, французька театральна та кіноакторка.
- 21 січня — Себастьєн Ліфшиц, французький кінорежисер і сценарист.
- 28 січня — Ольга Кабо, акторка театру і кіно, заслужена артистка Росії.
- 25 лютого — Сандрін Кіберлен, французька акторка театру та кіно, співачка.
- 20 березня — Георгієвський Борис Володимирович, український актор театру, кіно та дубляжу, бард.
- 13 квітня — Жанна Балібар, французька акторка театру та кіно, співачка.
- 27 квітня — Крістіан Мунджіу, румунський кінорежисер, сценарист і продюсер.
- 17 червня — Гресь-Арсеньєв Марко Вікторович, український художник-графік, тележурналіст, сценарист
- 20 липня — Карлос Салдана, бразильський режисер-мультиплікатор.
- 28 вересня — Керрі Отіс, американська модель й акторка.
- 16 жовтня — Ельза Зільберштейн, французька акторка театру, кіно та телебачення.
- 22 листопада — Сідсе Бабетт Кнудсен, шведська акторка кіно та телебачення.
- 21 грудня —Ванесса Маркес, американська акторка кіно та телебачення.

### Померли
- 21 січня — Френсіс Дейд, американська акторка.
- 7 лютого:
  - Нік Адамс, американський актор українського походження.
  - Іван Пир'єв, радянський кінорежисер.
- 25 лютого — Джордж Меріон-молодший, американський сценарист.
- 17 березня — Гаррі д'Аббаді д'Арраст, французький сценарист і режисер, аргентинського походження.
- 20 березня — Карл Теодор Дреєр, данський кінорежисер.
- 15 травня — Честноков Володимир Іванович, російський актор.
- 21 травня — Доріс Ллойд, американська акторка.
- 4 червня — Дороті Ґіш, американська акторка кіно.
- 3 липня — Родос Яків Веніамінович, радянський актор.
- 10 липня — Соловйов Володимир Романович, радянський актор театру і кіно.
- 27 липня — Ліліан Гарві, англійська та німецька акторка, співачка (нар. 1906).
- 23 серпня — Гант Стромберг, американський кінорежисер.
- 26 серпня — Кей Френсіс, американська театральна і кіноакторка.
- 27 серпня — Роберт Зіглер Леонард, американський режисер, актор, продюсер і сценарист.
- 24 вересня — Вірджинія Валлі, американська акторка.
- 30 жовтня — Рамон Новарро, американський актор.
- 5 грудня — Симонов Рубен Миколайович, радянський актор, сценарист, режисер театру і кіно.
- 10 грудня — Бейзіл Сідні, англійської актор.
- 20 грудня — Маргаріт Клейтон, американська акторка.